# Bebelis lignosa
Bebelis lignosa är en skalbaggsart som beskrevs av Thomson 1864. Bebelis lignosa ingår i släktet Bebelis och familjen långhorningar.
Artens utbredningsområde är:
- Guatemala.
- Paraguay.
- Uruguay.

Inga underarter finns listade.